# ブリーズ (バンド)
ブリーズ（Breathe）は、イギリスのポップ・バンド。
1980年代初頭に、ロンドンにて結成されたポップ・バンド。代表曲には全米2位の「Hands to Heaven」や全米3位の「How Can I Fall?」などがある。

## メンバー

### 最終ラインナップ
- デヴィッド・グラスパー (David Glasper) - ボーカル
- マーカス・リリントン (Marcus Lillington) - ギター、キーボード
- イアン・スパイス (Ian "Spike" Spice) - ドラム、パーカッション

### 旧メンバー
- マイケル・デラハンティ (Michael "Mick" Delahunty) - ベース

## ディスコグラフィ

### スタジオ・アルバム
- 『オール・ザット・ジャズ』 - All That Jazz (1988年)
- 『ピース・オブ・マインド』 - Peace of Mind (1990年)

### コンピレーション・アルバム
- Best of Breathe (2004年)

### 代表的なシングル
- "Hands to Heaven" (1990年) ※全米2位
- "How Can I Fall?" (1990年) ※全米3位

## 参照
- How Can I Fall？/ハウ・キャン・アイ・フォール（Breathe / ブリーズ）1988 : 洋楽和訳 Neverending Music

## 関連事項
- Jed Madela - "How Can I Fall?"をカバー